# マニクール・サーキット
シルキュイ・ド・ヌヴェール・マニ＝クール（仏: Circuit de Nevers Magny-Cours, マニクール・サーキット）は、フランスの中部ヌヴェールからおよそ13km南のマニクール村にあるサーキット。全長4411m。

## 概要
F1フランスグランプリが1991年から2008年まで行われていた。リジェの創始者ギ・リジェが当地出身で、隣接地にリジェのファクトリーがあった。ミッテラン大統領（当時）がギ・リジェと旧知の仲であったため、グランプリが当地に誘致された経緯には政治力が働いたのではないかと噂された。
コース路面は非常にフラットな舗装で、かつアスファルトが比較的黒っぽいことから、タイヤの磨耗が大きい。タイヤ交換可能なF1レギュレーション下では、フューエル・エフェクト（燃料量がラップタイムに与える影響のこと）を上回っていた。コース上でのオーバーテイクは難しく、ピット作業以外では順位変動の少ないレース展開が多かった。
2003年には最終コーナー周辺が改修され、ピットでのロスタイムが縮小された。
サーキットは近代的な設備が整っているものの、周囲には田園風景が広がるのみである。アクセスの悪さや、宿泊施設の不足などの理由で、何度かフランスGP中止の危機にさらされてきたが、代替地の誘致にも難航していることから中止には至っていなかった。しかし2008年10月15日にフランス自動車連盟 (FFSA) が開催費用が高すぎるという理由から2009年度の開催を中止した。
ミハエル・シューマッハはF1キャリア中このコースで8勝と一番勝っている。2002年にはF1史上最速の17戦中11戦目（消化率64.7％）でドライバーズ・チャンピオン獲得を確定させた。2004年には4回ピットストップ作戦という奇策でフェルナンド・アロンソを破り勝利している。
自転車ロードレースのパリ〜ニース2014では第3ステージのフィニッシュに採用された。この際は最終コーナーのクランク部分手前からコースに入り、逆走するかたちでコースを1周するレイアウトがとられた。ステージ終了後の表彰式ではサーキットの表彰台を活用した。

## コースレイアウト

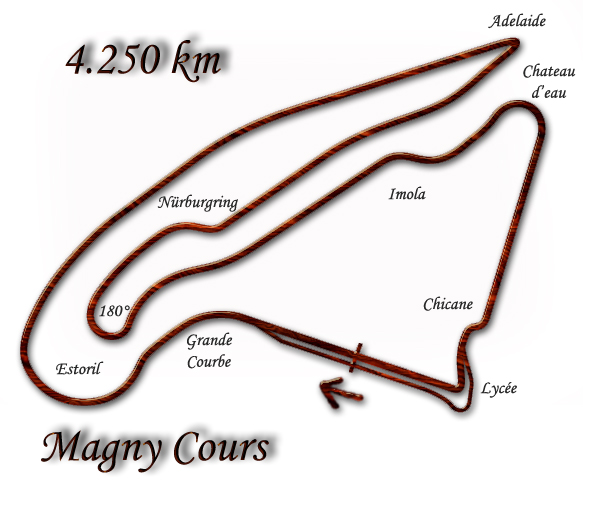
1992年から2002年までのレイアウト

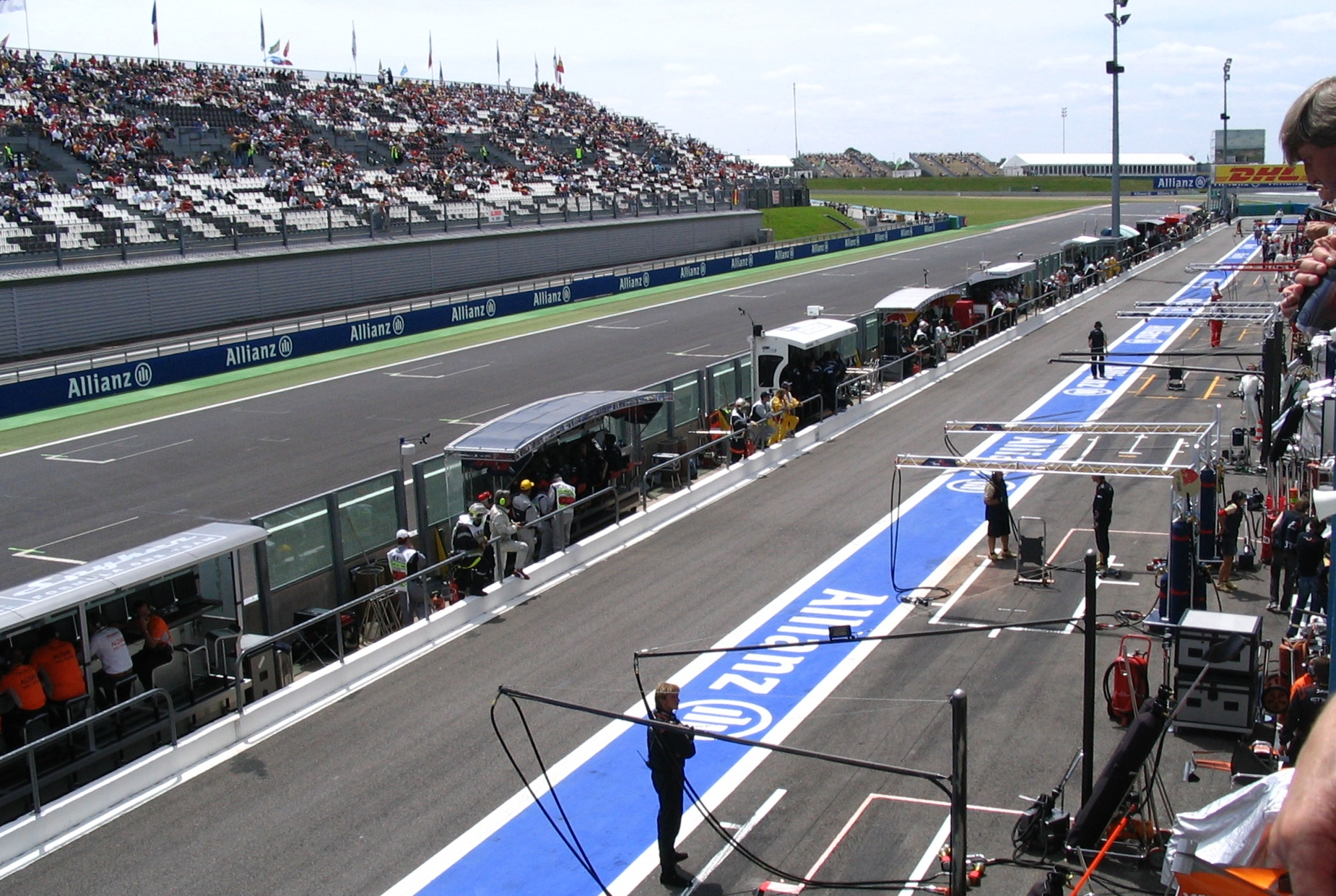
ピットから最終コーナー方向の眺望

短いホームストレートから、スピードを保ちながら1・2コーナーへ。右回りの高速ロングコーナーエストリル (Estoril) を通過して、緩やかに右にカーブした長いバックストレートに向かう。ストレートエンドのアデレード (Adelaide) ヘアピンでは、ギアを1速まで落としてハードブレーキングを行う。ここがコース中最大のパッシングポイントとなる。ただし、エストリルでは乱気流の影響で前走車に接近しにくいため、バックストレートでのオーバーテイクは簡単ではない。
ヘアピンを立ち上がると、反対方向にまたストレートが続く。ニュルブルクリンク (Nürburgring) シケインを高速でかすめるように通過し、減速して左コーナーの180を回り込む。
コースは再び逆方向に向かい、高速シケインのイモラ (Imola) へ。ここは入口に下り、出口に上りの勾配が付いている。右回りのシャトー・ドー (Chateaux D'Eau) は改修前よりも尖った形状に変更された。
最終セクションのリセ (Lysée) も改修前は右・左・右と大きく切り返す低速シケインだったが、パッシングポイントとなるようアプローチ部分を延長し、鋭角な右ターンに変更された。リセを立ち上がると加速し、小さなクランクを縁石を跨ぎながら通過してホームストレートに戻る。
マニクールのピットレーンは非常に幅が狭く、レース中に各車が同時にピットインすると、あわや接触というシーンがみられた。

## マニ・クールでの過去のF1グランプリの結果
| 年   | 決勝日  | ラウンド | グランプリ | 勝者                             | 所属チーム   |
| ---- | ------- | -------- | ---------- | -------------------------------- | ------------ |
| 1991 | 7月7日  | 7        | フランス   | ナイジェル・マンセル             | ウィリアムズ |
| 1992 | 7月5日  | 8        | フランス   | ナイジェル・マンセル             | ウィリアムズ |
| 1993 | 7月4日  | 8        | フランス   | アラン・プロスト                 | ウィリアムズ |
| 1994 | 7月3日  | 7        | フランス   | ミハエル・シューマッハ           | ベネトン     |
| 1995 | 7月2日  | 7        | フランス   | ミハエル・シューマッハ           | ベネトン     |
| 1996 | 6月30日 | 9        | フランス   | デイモン・ヒル                   | ウィリアムズ |
| 1997 | 6月29日 | 8        | フランス   | ミハエル・シューマッハ           | フェラーリ   |
| 1998 | 6月28日 | 8        | フランス   | ミハエル・シューマッハ           | フェラーリ   |
| 1999 | 6月27日 | 7        | フランス   | ハインツ＝ハラルド・フレンツェン | ジョーダン   |
| 2000 | 7月2日  | 9        | フランス   | デビッド・クルサード             | マクラーレン |
| 2001 | 7月1日  | 10       | フランス   | ミハエル・シューマッハ           | フェラーリ   |
| 2002 | 7月21日 | 11       | フランス   | ミハエル・シューマッハ           | フェラーリ   |
| 2003 | 7月6日  | 10       | フランス   | ラルフ・シューマッハ             | ウィリアムズ |
| 2004 | 7月4日  | 10       | フランス   | ミハエル・シューマッハ           | フェラーリ   |
| 2005 | 7月3日  | 10       | フランス   | フェルナンド・アロンソ           | ルノー       |
| 2006 | 7月16日 | 11       | フランス   | ミハエル・シューマッハ           | フェラーリ   |
| 2007 | 7月1日  | 8        | フランス   | キミ・ライコネン                 | フェラーリ   |
| 2008 | 6月22日 | 8        | フランス   | フェリペ・マッサ                 | フェラーリ   |

座標: 北緯46度51分49.84秒 東経3度09分46.00秒 / 北緯46.8638444度 東経3.1627778度